# Cantar de los Cantares
Cantar de los Cantares (hebreo שִׁיר הַשִּׁירִים, Shir Hashirim), conocido también como Cantar de Salomón o Cantar de los Cantares de Salomón, es uno de los libros del Tanaj (parte de los Ketuvim), y por ende del Antiguo Testamento. El Cantar es un libro único en la Biblia y no encaja en ninguno de los principales géneros bíblicos: no se ocupa ni de la Ley, ni de los profetas, no es propiamente un libro sapiencial, ni examina tampoco la alianza y ni siquiera se ocupa de Dios. En el Cantar, los amantes se encuentran en plena armonía, y sienten un deseo mutuo y se regocijan en su intimidad.

## Datos generales

### Etimología
La construcción Cantar de los Cantares tiene valor superlativo, análogo al de otras expresiones como "Rey de reyes" (Ez 26,7; Dn 2, 37), "Libro de los libros", "Santo de los santos" o Sábado de sábados. Este honroso tratamiento implica reputarlo como "El Cantar por excelencia", superior a todos los demás y el singular y el excelso entre los de su misma textura. El nombre, concretamente, dimana del capítulo 1 versículo 1 ("La canción superlativa que es de Salomón") "la canción de las canciones".

### Colocación
En la Biblia hebrea encabeza los libros llamados megillot y se ubica entre Rut y Eclesiastés. En la Biblia cristiana católica se encuentra entre Eclesiastés y Sabiduría. En la Biblia cristiana protestante se encuentra ubicado entre los libros de Eclesiastés e Isaías.

### Autor y fecha
El poema parece tener sus raíces en una representación festiva, y se han propuesto conexiones con el "matrimonio sagrado" de Ishtar y Tammuz. No ofrece ninguna pista sobre su autor o sobre la fecha, lugar o circunstancias de su composición. La inscripción indica que es "de Salomón", pero incluso si esto pretende identificar al autor, no puede leerse tan estrictamente como una declaración moderna similar. La evidencia más confiable para su fecha es su idioma: el arameo reemplazó gradualmente al hebreo después del final del exilio babilónico a fines del siglo VI a. C., y la evidencia del vocabulario, la morfología, el idioma y la sintaxis apuntan claramente a una fecha tardía, siglos después del rey Salomón a quien se le atribuye tradicionalmente. Tiene paralelismos con la poesía amorosa mesopotámica y egipcia de la primera mitad del primer milenio, y con los idilios pastorales de Teócrito, un poeta griego que escribió en la primera mitad del siglo III a. C. Como resultado de estos signos contradictorios, la especulación va desde el siglo X hasta el siglo II a. C. con la lengua apoyando una fecha alrededor del siglo III. Otros estudiosos son más escépticos sobre la idea de que la lengua exige una fecha posterior al exilio.
El debate continúa sobre la unidad o desunión del libro. Aquellos que lo ven como una antología o colección señalan los cambios abruptos de escena, orador, tema y estado de ánimo, y la falta de estructura o narrativa obvias. Aquellos que sostienen que es un solo poema señalan que no tiene signos internos de orígenes compuestos, y ven las repeticiones y similitudes entre sus partes como evidencia de unidad. Algunos afirman que hay un diseño artístico consciente subyacente, pero no hay acuerdo entre ellos sobre cuál podría ser. La cuestión, por tanto, sigue sin resolverse.

### Canonicidad y uso litúrgico
Su canonicidad fue puesta en duda en el ámbito judío, pero establecida firmemente en el Concilio de Jamnia. En la tradición cristiana siempre ha sido considerado canónico.

## Contenido

### Estructura del cantar
Se han propuesto varias interpretaciones sobre la estructura de la obra y el género literario al que pertenece. Así, Lapide divide el libro en cinco secciones; Muntz, en seis escenas, y Bossuet, en siete cantos; pero hay aspectos que dan unidad:

Se trata de dos amantes separados, que se buscan ávidamente, claman su amor común, se reúnen y se ven de nuevo separados, esperando llegar, después de una prueba de que triunfa la amada, a poseerse definitivamente.

### Esquema
El Cantar de los Cantares, al no seguir un orden preestablecido, siempre ha planteado dificultades a la hora de dividirlo para su estudio. Se lo ha considerado dividido, según las diferentes consideraciones, en cinco secciones, en cinco cánticos, en seis escenas, en siete poemas y más, hasta llegar al caso extremo de considerarlo formado por veintitrés cantos. La división más moderna y aceptada es la siguiente, que consta de un prólogo, cinco poemas y dos apéndices:
- El prólogo (1, 2-4)
- Primer canto (1, 5 - 2,7)
- Segundo canto (2, 8 - 3, 5)
- Tercer canto (3, 6 - 5, 1)
- Cuarto canto (5, 2 - 6, 3)
- Quinto canto (6, 4 - 8, 7)

Hay dos apéndices añadidos con posterioridad (8, 8-14)

### Contenido general
A primera vista, el Cantar de los Cantares se estructura como un poema de amor conyugal a voces o cantos alternos, ajeno a todo plan organizado y que escapa a cualquier categorización rigurosa.
Trata de dos amantes, un joven pastor y una sulamita, que han sido obligados a separarse, que se buscan con desesperación, declaman su amor en una forma poética altamente sofisticada, se reúnen y vuelven a separarse, siempre con la profunda esperanza de volver a estar juntos para siempre, apoyándose en la antigua premisa de que "el amor siempre triunfa".
Una de las claves del Cantar de los Cantares es la forma descriptiva, sensual e inspiradora, con la que se desarrollan todas las situaciones utilizando la metáfora a través del mundo de la naturaleza, los frutos, las flores, los capullos, los árboles y la miel, para relacionarlo con los enamorados, el deseo de verse y el amor profundo entre ambos. Las palabras utilizadas y la forma de usarlas inspiraron muchos sermones como los de Bernardo de Claraval, quien encontró en las Cántigas, una forma nueva de expresar el amor hacia Dios.

### Género literario del cantar
Panigarola, Jacobi y Guitton afirman que se trata de una obra dramático-lírica.

## Interpretaciones

### Las interpretaciones antiguas
Dado su carácter canónico dentro de la Biblia hebrea, se ha dudado de que se le diera un sentido literal, abogando más bien por un sentido alegórico. Por esta línea siguen Esdras (4 Esd 5, 24-26), el Tárgum y el Talmud. Lusseau afirma:

Algunas torpezas de exégesis más o menos fantásticas no logran oscurecer la concepción esencial que se formaron del Cantar los judíos: la obra canta las bodas místicas del Señor con su pueblo escogido.
cf. Cazelles, obra citada en la bibliografía, pág. 657

Los analistas antiguos no judíos se mantuvieron fieles a esta explicación, y lo mismo hacen los judíos modernos y la inmensa mayoría de las confesiones cristianas: Dios es el perfecto esposo del pueblo creyente y, como cualquier pareja de amantes, ambos suelen sufrir desilusiones, desesperanzas y problemas.
Con el cristianismo la imagen alegórica se actualizó: el cantar trata del matrimonio místico de Cristo con su Iglesia. Y aunque las correspondencias de la esposa hayan variado (la humanidad, el alma fiel del creyente), la interpretación simbólica prima durante bastante tiempo. Teodoro de Mopsuestia consideraba que el libro era una evocación de la relación de Salomón con una princesa egipcia.
En la Edad Media, el exégeta hispanohebreo Abraham ben Meir ibn Ezra (1089/92-1164/67), escribe en dos versiones (primero en Italia y más tarde en Francia), un comentario al Cantar en el que aborda su interpretación en forma tripartita (gramatical, literal y alegórica). 
El sentido literal, fue vuelto a proponer por Sebastian Castellio (en el año 1537), en el ámbito judío. A partir de allí, diversos exégetas cristianos, entre los que se cuenta al mismo Bossuet, le dan una interpretación literal que da pie para la interpretación alegórica.
La otra escuela sostiene que la obra debe leerse en el sentido literal, es decir, no es más que una colección de cantos eróticos que celebran el amor humano protagonizado por un hombre y una mujer (cosa que también mandaría la Biblia). Según algunos analistas, el libro evitaría cuidadosamente la profanación de este amor, ya que el casamiento del hombre y la mujer estaría bendito por Dios y deseado por Él. No es la primera vez, como se ha dicho, que el tema es tratado en el Antiguo Testamento, y la santidad que para la Iglesia significa el matrimonio religioso justificaría que se lo entienda tanto de manera llana como alegórica.

### Desde elsigloXVIIIhasta nuestros días
La interpretación alegórica se enriquece con nuevas imágenes, como la de la unión de Salomón con la sabiduría (Rosenmüller),o la unión entre Israel y Judá (Hug). Al mismo tiempo, la interpretación literal siguió ganando adeptos como Renan. La interpretación llamada tipológica (es decir, que al sentido literal se superpone uno alegórico dado a conocer por la misma revelación) continúa siendo defendida por autores como Miller y Hontheim.
En los años 50 se abrió una nueva forma de considerar el sentido literal: según Dubarle y Audet el Cantar de los Cantares es un libro que canta y celebra el amor esponsal manifestando el modo querido por Dios para su desarrollo.

### Otras interpretaciones
A lo largo de la historia, se le han atribuido interpretaciones cristianas y cabalísticas: la Virgen María, la Iglesia como esposa de Jesús (ver Ap: 12) y la Sabiduría. En el ámbito cabalístico, se dice que la mujer simboliza la sabiduría, en tanto hace alusión a la letra escrita (de color negro en los rollos de la Torah): «Soy morena, pero hermosa» (Ct 1:5).

## Influencia posterior
- La tradición alegórica del hortus conclusus que relaciona el amor con un jardín cerrado con el que se compara a la esposa describiéndola como un lugar con flores de aromas placenteras y especias en el que los símbolos naturales del placer se convierten en virtudes alcanzará en la Baja Edad Media su culmen en Chrétien de Troyes y su Erec et Enide en el que se compara a la mujer amada con un hortus deliciarum, un jardín mágico de frutos y flores etérnas.[12][13]

- El Cantar de los Cantares inspiró una cantata homónima compuesta por el músico Igor Escudero que fue estrenada en España en 2015.